# Franz Stadler

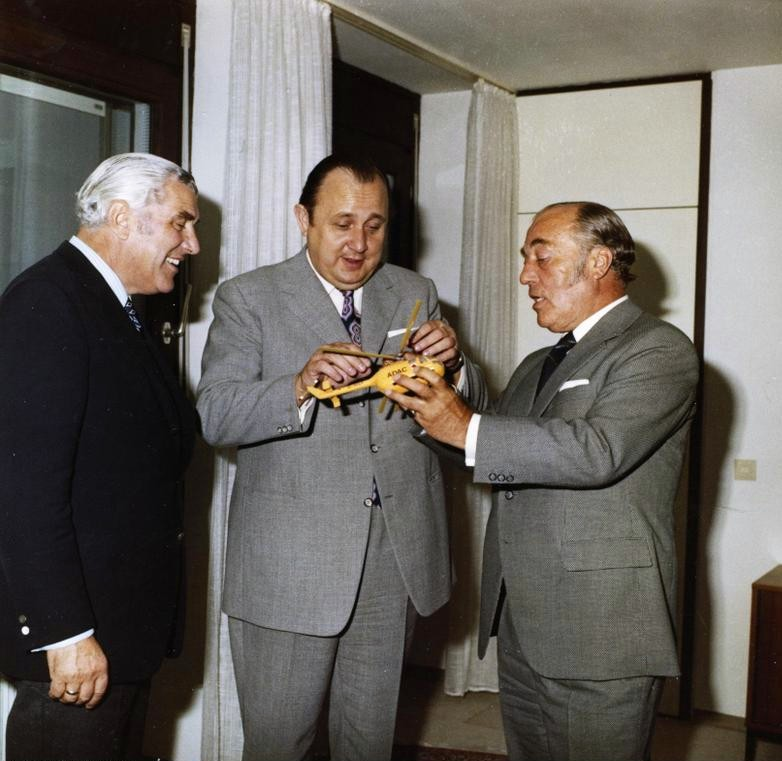
Franz Stadler (links) mit Hans-Dietrich Genscher (Mitte) im Jahre 1972

Franz Stadler (* 8. Oktober 1913 auf Gut Untermassing bei Regensburg; † 2. März 2000 in München) war ein deutscher Verbandsfunktionär im ADAC.
Stadler, der Träger des großen Verdienstkreuzes mit Stern und Schulterband der Bundesrepublik Deutschland sowie zahlreicher anderer Auszeichnungen und Orden ist, begann nach 1945 mit der ehrenamtlichen Tätigkeit beim ADAC. 1949 wurde er zum 2. Vorsitzenden des ADAC Südbayern in München, 1954 zum 1. Vorsitzenden gewählt. Seit 1953 gehörte er dem Präsidium von Deutschland an: er war von 1957 bis 1964 Schatzmeister und danach Vizepräsident. 1972 wurde er Präsident des ADAC für 17 Jahre bis 1989. Sein Nachfolger wurde Otto Flimm, er selbst wurde zum Ehrenpräsidenten ernannt.
Stadler gilt als einer der vielen Väter der Luftrettung in Deutschland. Auf seine Initiative hin wurde ab 1970, seit 1968/69 bereits probeweise, der erste Hubschrauber zur Luftrettung, Christoph 1, eingesetzt.
1984 war er Ehrenstarter beim 24-Stunden-Rennen von Le Mans.

## Auszeichnungen
- Bundesverdienstkreuz I. Klasse (1965)
- Bayerischer Verdienstorden (1969)
- Großes Bundesverdienstkreuz (1973) mit Stern (1978)[3] und Schulterband (1985)
- Goldene Bürgermedaille der Stadt Landshut (1978)
- Ehrenbürger der TU München (1983)
- Großes Ehrenzeichen für Verdienste um die Republik Österreich (1988)